# Аксу (Бурлинский район)
Аксу (каз. Ақсу) — село в Бурлинском районе Западно-Казахстанской области Казахстана. Административный центр Аксуского сельского округа. Код КАТО — 273635100.
Расположено на берегу реки Утва (Шынгирлау).

## Население
В 1999 году население села составляло 854 человека (442 мужчины и 412 женщин). По данным переписи 2009 года, в селе проживали 504 человека (245 мужчин и 259 женщин).